# Himalopsyche navasi
Himalopsyche navasi là một loài Trichoptera trong họ Rhyacophilidae. Loài này phân bố ở Oriëntaals en het vùng cổ bắc giới.